# فطر النمل الأبيض الظفاري
فطر النمل الأبيض الظفاري و(الاسم العلمي: Macrolepiota albuminous)؛ يُعدُّ نوعًا من الفطريات الأكثر شيوعًا في سهول محافظة ظفار، ويتميّز بقيمته الغذائية العالية، حيث يُعد مصدرًا غنيًا بالألياف الغذائية، والبروتينات، والفيتامينات. كما يحتوي على كميات كبيرة من المعادن ومضادات الأكسدة. وقد تم تصنيفه علميًا لأول مرة من قبل عالم الفطريات البريطاني مايلز جوزيف بيركلي في عام (1847م).

## أهميته
يتميز هذا النوع من الفطر بأنه؛
- يعزز التنوع البيولوجي
- مصدر غذائي للعديد من الكائنات الحية
- صديق للبيئة وحلل المواد العضوية ويعزز خصوبة التربة يحتوي على مخزون طبي يقوي جهاز المناعة ويغذي الدم

## دورة حياة الفطر
تبدأ دورة حياة فطر النمل الأبيض بزراعته على المواد النباتية التي يجمعها النمل، فينمو الفطر مشكلا هياكل فطرية تعرف باسم الفطريات الثانوية، وتعد هذه الفطريات مصدرا لغذاء النمل الأبيض حيث يستهلكها النمل ويساعد الفطر في الانتشار

## استخدامات فطر النمل الأبيض
تتنوّع استخدامات هذا الفطر، فيستخدمه البعض كطعام لكونه غنيًا بالمغذيات وذو نكهة مميزة، ويستخدمه آخرون في إعداد مجموعة متنوعة من الأطباق المحلية، بينما يلجأ البعض الآخر إلى استخدامه في صنع الدواء.

## وصلات خارجية
- النمط الأبيض عجائب لا تنتهي
- فطر النمل الأبيض
- النمل الأبيض